# Kastell Gomadingen
Das Kastell Gomadingen war ein römisches Grenzkastell des Alblimes. Es liegt mit dem zugehörigen Kastellvicus als Bodendenkmal unter den Äckern nördlich von Gomadingen, einer Gemeinde des Landkreises Reutlingen in Baden-Württemberg.

## Lage
Der Kastellplatz von Gomadingen liegt am nördlichen Bebauungsrand der heutigen Ortschaft Gomadingen. Von der Landstraße 230 wird das Areal durchschnitten. Topographisch befindet sich der Platz östlich des „Sternbergs“ an einer Stelle, an der die Täler der Großen Lauter, der Gächinger Lauter und des „Schörzbaches“ aufeinander treffen. Diese topographischen Gegebenheiten geschickt nutzend, lag das Kastell in der heutigen Flur „Hasenberg“, wo Lauter- und Schörzbachtal ein natürliches Annäherungshindernis bildeten und gleichzeitig die Wasserversorgung der Garnison sicherstellten.
Das Kastell Gomadingen bildete mit einer Kette von weiteren Kastellen den „Alblimes“, eine zwischenzeitlichen Grenzsicherung der römischen Provinz Raetia vor dem endgültigen Ausbau des Raetischen Limes. Verkehrsgeographisch war seine Position insofern nicht unbedeutend, als sich hier die Alblimesstraße, vom Kastell Burladingen nach Clarenna (Kastell Donnstetten) führend, mit einer weiteren römischen Straße kreuzte, die als Albquerung von der Donau an den Neckar führte.

## Forschungsgeschichte
Schon 1909 war von Peter Goessler ein Kastell des Alblimes bei Gomadingen vermutet worden und bereits 1913 hatten Eugen Nägele und Friedrich Hertlein einen Lokalisierungsversuch mittels mehrerer Suchschnitte unternommen. Das Kastell wurde aber erst 1977 durch luftbildarchäologische Prospektionen von Klaus und Heinz Besch entdeckt und anschließend vom Landesdenkmalamt Baden-Württemberg unter der Leitung von Hartmann Reim archäologisch untersucht.
Mitte Oktober 2008 wurde das Gelände unter der Leitung von Frieder Klein mit Hilfe eines Cäsiummagnetometers geomagnetisch prospektiert. Die Auswertung der hierbei gewonnenen Daten durch den Freiburger Geologen Christian Hübner und sein Team wird aber noch einige Zeit in Anspruch nehmen. 2019 kam es im Zusammenhang mit Bauarbeiten anlässlich der Verlegung einer Stromtrasse zu neuerlichen archäologischen Beobachtungen.

## Kastell
Die vollständige Größe des Kastells wurde bislang noch nicht erfasst. Lediglich die Südecke und zwei von dort aus abgehende Grabenstücke, von rund 130 m Länge an der Südwestfront und von rund 40 m Länge an der Südostfront, konnten festgestellt werden. Bei dem Graben handelt es sich um einen vier bis fünf Meter breiten und bis zu einer Resttiefe von zwei Metern erhaltenen Spitzgraben. Hinter dem Graben befand sich vermutlich eine Holz-Erde- oder Rasensodenmauer. Stein- oder Bauschuttfragmente fehlen ganz, dasselbe gilt auch für das Kastellinnere, wo lediglich der Mörtelestrichboden eines etwa 72 m² großen Holzgebäudes lokalisiert werden konnte.

Von den festgestellten Grabenstücken kann auf ein Militärlager hochgerechnet werden, das mindestens die Größe eines Kohortenkastells besessen haben muss. Durch den Fund einer Lanzenspitze mit der Besitzerinschrift 
 (übers.: „(Eigentum) des Iunius (aus der) Turma (des) Oc…“) kann ferner auf eine zumindest teilberittene Einheit geschlossen werden. Ausweislich des bislang recht spärlichen Fundmaterials ist das Kastell von Gomadingen in domitianischer Zeit, wohl zwischen 85 und 90 n. Chr., errichtet und, nachdem es durch den Ausbau des Neckarlimes seine Bedeutung verloren hatte, spätestens um das Jahr 110 n. Chr. wieder aufgegeben worden.

## Vicus
Der Vicus von Gomadingen, die bei nahezu jedem römischen Militärlager anzutreffende Zivilsiedlung, in der sich Angehörige der Militärs, Händler, Handwerker und Dienstleistende niederließen, befand sich nördlich und östlich des Kastells in den Fluren „Schwärze“, „Kalkofen“, „Hasenberg“ und „Schwärzach“. Er entstand wohl zeitgleich mit der militärischen Ansiedlung, bestand aber noch über das Ende des Kastells hinaus bis in die erste Hälfte des 3. Jahrhunderts. Bei den bislang bekannt gewordenen Häusern des Vicus dominiert neben der Holzbebauung die Steinbauweise. Vermutlich hat der Vicus zwei Bauphasen durchlaufen, wobei nach dem Abzug der Garnison im Verlauf des zweiten nachchristlichen Jahrhunderts eine Steinbauperiode die Holzbauphase ablöste.
Der Vicus erstreckte sich entlang der von Burladingen nach Urspring führenden Straße, zu der die vicustypischen Streifenhäuser mit ihren Schmalseiten hin ausgerichtet waren. Unter den bislang bekannten Gebäuden befinden sich auch fußbodenbeheizte Wohnhäuser. Das vermutliche Kastellbad wurde südlich des Militärlagers lokalisiert. Spuren eines möglichen Gräberfeldes konnten südöstlich des Kastells in der Flur „Sinnwaag“ festgestellt werden.

## Denkmalschutz
Das Bodendenkmal Kastell Gomadingen ist geschützt als eingetragenes Kulturdenkmal im Sinne des Denkmalschutzgesetzes des Landes Baden-Württemberg (DSchG). Nachforschungen und gezieltes Sammeln von Funden sind genehmigungspflichtig, Zufallsfunde an die Denkmalbehörden zu melden.